# Arlette Laret-Kayser
Pour les articles homonymes, voir Kayser.
Arlette Laret-Kayser, originaire du Grand-Duché de Luxembourg par son père et épouse du géographe et professeur Michel Laret, est une historienne médiéviste belge.

## Biographie
Licenciée-agrégée de l'Université libre de Bruxelles (ULB) en 1967, avec un mémoire sur les prieurés bénédictins en Ardenne, Arlette Laret-Kayser devint assistante de son maître, le professeur Georges Despy, et plus tard « première assistante ». C'est sous la direction du professeur Despy qu'elle entreprit une thèse de doctorat portant sur le comté de Chiny des origines à 1300. Cette thèse, défendue en 1981 à la Faculté de Philosophie et Lettres de l'ULB, lui valut le « Prix d'Histoire 1983 » du Crédit communal de Belgique. Arlette Laret-Kayser s'éloigna de l'université peu après le milieu des années '80.

## Publications
- « Recherches sur la véracité de la charte de fondation du prieuré Sainte-Walburge de Chiny (1097) », in Annales de l'Institut archéologique du Luxembourg (belge) (A.I.A.Lux.), CIII-CIV, (Arlon) 1972-1973 ; p. 89-112.
- Prieuré Sainte-Walburge de Chiny, in Monasticon belge (province de Luxembourg), vol. V ; Liège, 1975; p. 103-110.
- Prieuré Saint-Jean-Baptiste de Longlier ; in : Monasticon belge (province de Luxembourg), vol. V ; Liège, 1975; p. 111-122.
- « Les prieurés hubertins de Prix, Sancy et Cons, trois fondations d'initiative laïque », in Cahiers d'histoire, Saint-Hubert d'Ardenne, t. II, 1978 ; p. 25-48.
- (en collab. avec Georges Despy), Histoire du Moyen Âge: I. L'Occident médiéval du Ve siècle à 1300; Bruxelles (Presses universitaires de l'ULB), 1978; 180 pages (1 vol. in-4°).
- Chiny au Moyen Âge: forteresse comtale et bourg affranchi ; in : Mille ans d'histoire ; Chiny, 1980 ; p. 117-126.
- La fonction et les pouvoirs ducaux en Basse-Lotharingie au XIe siècle, in Publications de la Section historique (de l'Institut grand-ducal de Luxembourg); vol. XCV, 1981 ; p. 133-152.
- (avec Christian Dupont), À propos des comtés post-carolingiens : les exemples d'Ivoix et de Bastogne ; in : Revue belge de philologie et d'histoire (R.B.P.H.), vol. LVII, 1979, n° 4; p. 805-823.
- Apanages comtaux au XIIIe siècle : le cas du comté de Chiny ; in : Revue du Nord, vol. XLIV, (Lille), 1982 ; p. 231-233.
- Entre Bar et Luxembourg : Le comté de Chiny des origines à 1300, Bruxelles, Crédit Communal, collection Histoire, série in-8°, n° 72, 1986,  (ISBN 2-87193-007-4)
- Seigneurs et vilains de la terre d'Agimont au bas Moyen Âge ; in: La Belgique rurale du Moyen Âge à nos jours - Mélanges offerts à Jean-Jacques Hoebanx ; Bruxelles (Fac. de Philo. & Lettres de l'ULB), 1985, p. 157-173.